# NGC 5812
NGC 5812 est une galaxie elliptique située dans la constellation de la Balance. Sa vitesse par rapport au fond diffus cosmologique est de 2 173 ± 14 km/s, ce qui correspond à une distance de Hubble de 32,1 ± 2,3 Mpc (∼105 millions d'al). NGC 5812 a été découverte par l'astronome germano-britannique William Herschel en 1785.
À ce jour, près d'une quinzaine de mesures non basées sur le décalage vers le rouge (redshift) donnent une distance de 36,686 ± 21,862 Mpc (∼120 millions d'al), ce qui est à l'intérieur des valeurs de la distance de Hubble. L'écart-type très élevé de cette échantillon provient d'une des mesures qui est incohérente avec une valeur de 109 Mpc. Si on enlève celle-ci, la distance devient 31,123 ± 6,963 Mpc (∼102 millions d'al). 

## Un disque entourant le noyau
Grâce aux observations du télescope spatial Hubble, on a détecté un disque de poussière autour du noyau de NGC 5812. La taille de son demi-grand axe est estimée à 10 pc (~32,6 années-lumière).